# Hiram Runnels

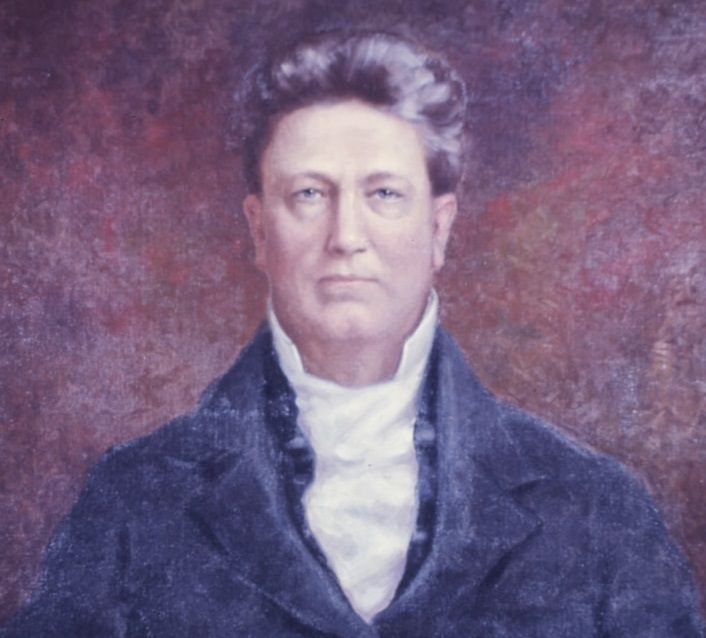
Hiram Runnels

Hiram George Runnels (* 15. Dezember 1796 im Hancock County, Georgia; † 17. Dezember 1857 in Houston, Texas) war ein US-amerikanischer Politiker und von 1833 bis 1835 Gouverneur des Bundesstaates Mississippi.

## Frühe Jahre und politischer Aufstieg
Hiram Runnels besuchte die öffentlichen Schulen in Georgia und später in Mississippi. Zunächst war er in Monticello ansässig. Im Jahr 1822 zog er in die Hauptstadt Jackson. Zwischen 1822 und 1830 war er als State Auditor Leiter des Rechnungshofes des Staates Mississippi. Runnels wurde Mitglied der von Präsident Andrew Jackson gegründeten Demokratischen Partei. Er war ein loyaler Anhänger des Präsidenten und unterstützte diesen auch während der Nullifikationskrise mit South Carolina. Im Jahr 1830 war er Abgeordneter im Repräsentantenhaus von Mississippi.

## Gouverneur von Mississippi
Im Jahr 1831 bewarb sich Runnels erfolglos um das Amt des Gouverneurs seines Staates. Im Mai 1833 war er erfolgreicher. Es gelang ihm, die Gouverneurswahlen gegen Amtsinhaber Abram M. Scott zu gewinnen. Scott verstarb dann noch vor Ablauf seiner Amtszeit. Aufgrund einer kurz zuvor erfolgten Reform der Staatsverfassung kam es zu einer Konfusion über den genauen Beginn der Amtszeit von Gouverneur Runnels. Man wartete bis zum 30. November 1833: An diesem Tag sollte nach der geänderten Verfassung die Amtszeit des neuen Gouverneurs begingen. Die Monate zwischen Juni und November wurden vom Präsident des Staatssenats, Charles Lynch, überbrückt. Runnels trat sein neues Amt am 30. November 1833 an. In seiner zweijährigen Amtszeit wurde die Finanzierung des neuen Regierungsgebäudes in Jackson sichergestellt und die Miliz reformiert. Die Einfuhr von Sklaven zwecks Versteigerungen wurde verboten, was aber nicht das Ende der Sklaverei bedeutete. Das kurz zuvor von den Indianern abgetretene Land im Norden des Staates wurde in 16 neue Countys eingeteilt.
Im Jahr 1835 wurde Runnels nicht wiedergewählt. Er schied am 20. November dieses Jahres aus seinem Amt aus. Damit schuf er aber ein neues Problem. Die Legislative hatte inzwischen den Beginn der Amtszeiten der Gouverneure auf Januar verlegt. Da der Staatssenat zu der Zeit nicht tagte, konnte auch dessen Präsident das Amt nicht übernehmen. Das geschah erst am 3. Dezember 1835, als John A. Quitman die Vertretung des Gouverneurs übernahm. In der Zwischenzeit war der Staat für etwa zwei Wochen ohne Gouverneur.

## Weiterer Lebenslauf
Nach seiner Gouverneurszeit war Runnels 1838 Präsident der neuen Union Bank und 1841 noch einmal Mitglied des Repräsentantenhauses seines Staates. Im Jahr 1842 kam es nach dem Zusammenbruch seiner Bank zu einem Streit zwischen Runnels und einem der Direktoren, der sogar zu einem Duell führte. Nach diesem Vorfall zog Runnels nach Texas. Dort war er im Jahr 1845 Delegierter auf der verfassungsgebenden Versammlung dieses Staates. Später war er auch Mitglied im Senat dieses Staates. Hiram Runnels starb im Dezember 1857. Er war mit Obedience A. Smith verheiratet, mit der er zwei Kinder hatte. Sein Neffe Hardin R. Runnels war später Gouverneur von Texas.